# Sajópüspöki
Sajópüspöki is een plaats (község) en gemeente in het Hongaarse comitaat Borsod-Abaúj-Zemplén. Sajópüspöki telt 588 inwoners (2001).